# Uğur Demirok
Uğur Demirok (Istanbul, 8 luglio 1988) è un ex calciatore turco, di ruolo difensore.

## Carriera

### Club
Ha giocato nella prima divisione turca.

### Nazionale
Ha giocato nelle nazionali giovanili turche Under-15, Under-17, Under-18, Under-19 ed Under-20.
Ha esordito in nazionale maggiore il 5 marzo 2014 nell'amichevole Turchia-Svezia (2-1); tra il 2014 ed il 2017 ha poi giocato ulteriori 2 partite in nazionale.

## Palmarès

### Club

#### Competizioni nazionali
- TFF 1. Lig: 1

Eyüpspor: 2023-2024